# 名探偵の呪縛
『名探偵の呪縛』（めいたんていのじゅばく）は、1996年10月に刊行された、東野圭吾の推理小説。天下一大五郎シリーズの第2弾。
『名探偵の掟』が連作短編であったのに対して、こちらは長編になっている。

## ストーリー
図書館を訪れた「私」がふとしたことから迷い込んだ街。そこは『本格推理小説』という概念が存在しない場所だった。
その街で起こる、密室殺人や人間消失トリック。本格の存在しない街で起こる本格殺人に、探偵天下一となった「私」が挑む。
【目次】
- 序章
- 第一章　記念館
- 第二章　資産家
- 第三章　小説家
- 第四章　委員会
- 終章

## 登場人物
天下一大五郎
探偵。妙な世界に迷い込んだことに初めは動揺していたが、次第に謎解きの快感を覚えていく。
日野市長
墓礼路市(ぼれろし)の市長。記念館保存委員会のメンバー。天下一に、記念館から盗掘されたものを取り戻すことを依頼した。
日野ミドリ
日野市長の娘。事件が起こる理由を「呪いのせい」と語る。
月村
墓礼路市(ぼれろし)の市立大学の博士。30代女性。考古学が専門で調査チームのリーダー。記念館の館長も務める。記念館保存委員会のメンバー。愛車はタイヤが泥だらけのトラック。
水島雄一郎
墓礼路市随一の資産家。水島産業の会長。記念館保存委員会のメンバー。春樹・夏子・秋雄・冬彦という4人の子がいる(4人の母親はすべて異なる)。密室となった自室で殺害される。
火田俊介
作家。記念館保存委員会のメンバー。文理地区の「ピラトハウス」に3人の弟子たち(赤木・青野・白石)とともに居住。社会派小説で一世を風靡したが、最近は落ち目。頭をボウガンで射抜かれて殺された。
木部政文
地方新聞社の経営者。記念館保存委員会のメンバー。『勝者の経営学』という著作がある。記念会保存委員会の会合後、スコッチの水割りを飲み、突如口から泡を吹いて急死。
金子和彦
文化人類学者。記念館保存委員会のメンバー。茶色のベレー帽とパイプがトレードマーク。テレビにも出演する著名人。
土井直美
科学ジャーナリスト。記念館保存委員会のメンバー。人のよいおばさんといった風貌。論理的な思考をしない人とは話をしない主義。
大河原番三
街の警部。『名探偵の掟』にも登場している。